# خوان غونزاليس (لاعب كرة قاعدة)
خوان غونزاليس (بالإنجليزية: Juan González)‏ هو لاعب كرة قاعدة أمريكي، ولد في 20 أكتوبر 1969 في Vega Baja, Puerto Rico ‏ في الولايات المتحدة.

## وصلات خارجية
- خوان غونزاليس على موقع دوري كرة القاعدة الرئيسي (الإنجليزية)
- خوان غونزاليس على موقعبيزبول رفرنس.كوم (الدوري الرئيسي) (الإنجليزية)
- خوان غونزاليس على موقع مشجعي الرسوم البيانية (الإنجليزية)